# Мімура Какуїті
Мімура Какуїті (яп. 三村 恪一; 16 серпня 1931, Токіо — 19 лютого 2022) — японський футболіст, що грав на позиції півзахисника.

## Клубна кар'єра
Грав за команду Toho Titanium.

## Виступи за збірну
Був учасником футбольного турніру на Олімпійських іграх 1956 року.

## Статистика
Статистика виступів у національній збірній.
| Збірна Японії | Збірна Японії | Збірна Японії |
| Роки          | Ігри          | голи          |
| ------------- | ------------- | ------------- |
| 1955          | 4             | 0             |
| Усього        | 4             | 0             |